# Júlio Magalhães
Júlio de Serpa Pinto Magalhães (Porto, 7 de Fevereiro de 1963) é um jornalista português. Ex-director de informação da TVI, e editor e pivot dos telejornais da estação ao fim-de-semana. Foi director-geral do Porto Canal de 1 de fevereiro 2012 a janeiro de 2021.
Em 2021 regressa à Media Capital como pivô do canal de notícias CNN Portugal. Em 2023 regressa à TVI como pivô do TVI Jornal.
Desde 19 de março de 2024, está suspenso de funções enquanto pivot do canal (bem como jornalista do jornal Observador) devido à instauração de um processo judicial no qual foi alvo de buscas domiciliárias por parte da PJ no âmbito da Operação Maestro em que estão em causa suspeitas de crimes como fraude fiscal com a obtenção de fundos europeus.

## Biografia
Nascido no Porto a 7 de Fevereiro de 1963, foi para Angola com sete meses, tendo vivido um ano em Luanda e doze em Sá da Bandeira (Lubango). Em 1975 regressou para Portugal, mais precisamente, para a cidade do Porto.
Aos dezasseis anos, iniciou a sua carreira como colaborador de O Comércio do Porto na área do desporto. Dois anos mais tarde integrava os quadros do mesmo jornal. Trabalhou ainda no Jornal Europeu, no semanário O Liberal, na Rádio Nova e, em 1990, estreou-se na RTP onde, para além de jornalista e repórter, apresentou o programa da manhã e o Jornal da Tarde.
Em 2008 lança o seu primeiro romance Os Retornados - Um Amor Nunca Se Esquece, obra de ficção onde narra uma história de amor que tem como cenário os conturbados momentos finais de uma África portuguesa. Uma obra baseada na sua própria experiência como português regressado na maior ponte aérea entre as ex-colónias portuguesas e Lisboa que se realizou em 1974 e 1975 para transportar os portugueses ali residentes.
Anteriormente tinha publicado "Memorial 100 Glórias FC Porto", e, com José Carlos Castro e Marcelo Rebelo de Sousa, "Professor, Boa Noite", mas foi com este romance que Júlio Magalhães entra definitivamente no panorama da literatura portuguesa como escritor de sucesso.
A 9 de Setembro de 2009, é convidado para assumir o cargo de Director de Informação da TVI, após a saída de José Eduardo Moniz. Em 22 de Fevereiro de 2011 anunciou a sua saída do cargo, mantendo-se no entanto em funções até à formação de uma nova equipa directiva.
No dia 10 de Janeiro de 2012, Júlio Magalhães foi apresentado por Jorge Nuno Pinto da Costa, presidente do FC Porto, como director-geral do Porto Canal. Entrou em funções a 1 de Fevereiro de 2012, sai em Janeiro de 2021 .
Júlio Magalhães é casado desde 1990 com Manuela Magalhães de quem tem dois filhos: Mariana e André.
Em Novembro de 2021 passou a integrar o canal de notícias CNN Portugal. A partir de 2023, regressa à apresentação na TVI do noticiário da hora do almoço TVI Jornal em dupla com a jornalista Sara Pinto. 
Em 19 de março de 2024, suspende as suas funções enquanto pivot do canal devido à instauração de um processo judicial no qual foi alvo de buscas domiciliárias por parte da PJ no âmbito da Operação Maestro em que estão em causa suspeitas de crimes como fraude fiscal com a obtenção de fundos europeus.

## Prémios
- Em 2006, recebe o prémio de “Personalidade do Ano”, na categoria de Televisão, atribuído na Gala The Best of Porto.

## Obras de Júlio Magalhães
- 365 Razões para ser Portista (2008, Quidnovi);
- Os Retornados (2008, A Esfera dos Livros);
- F. C. Porto - 100 Momentos (2007, Quidnovi);
- Memorial do F. C. Porto - 100 Glórias (2006, Quidnovi);
- O Meu 1º Livro do FCPorto (2005, Prime Books);
- Professor, Boa Noite! (2004, Bertrand Editora);
- Campeões Carago! (2004, Prime Books);
- T'Antas Glórias - Edição Especial (2004, Prime Books);
- T'Antas Glórias (2003, Prime Books).
- " Um Amor em Tempo de Guerra"

### Biografias
- «Biografia de Júlio Magalhães» no SAPO
- «Biografia de Júlio Magalhães» em A Esfera dos Livros